# Gratwein-Straßengel
Gratwein-Straßengel ist seit Jahresbeginn 2015 eine Marktgemeinde im Bezirk Graz-Umgebung in der Steiermark. Sie entstand im Rahmen der Gemeindestrukturreform in der Steiermark
aus den mit Ende 2014 aufgelösten Gemeinden Gratwein, Judendorf-Straßengel, Eisbach und Gschnaidt und wurde dadurch nach Einwohnern zur sechstgrößten Gemeinde in der Steiermark.
Eine Beschwerde des Bürgermeisters von Eisbach an den Verfassungsgerichtshof gegen die Zusammenlegung war nicht erfolgreich.
Ebenso nicht erfolgreich war eine Beschwerde der Gemeinde Gschnaidt.

## Geografie

### Geografische Lage
Die Gemeinde liegt am westlichen (rechten) Ufer der Mur etwa zehn Kilometer nordwestlich der Landeshauptstadt Graz. Sie erstreckt sich vom Ortsteil Judendorf im Gratkorner Becken in nordwestlicher Richtung bis zum 1208 m ü. A. hohen Schererkogel, einem Ausläufer der Gleinalpe. Die bedeutendsten Siedlungsräume sind neben dem Gratkorner Becken mit den Hauptorten Gratwein und Judendorf-Straßengel das Becken von Rein-Hörgas und das Tal des Schirningbaches im Süden der Gemeinde.
Der Ort Rein mit seinem berühmten Stift ist Sitz eines Bundesgymnasiums.

### Gemeindegliederung
Das Gemeindegebiet umfasst elf Ortschaften mit insgesamt 12.879 Einwohnern (in Klammern Einwohnerzahl Stand 1. Jänner 2024):
- Eisbach (955) samt Greith, Hart, Meierhof und Schirning
- Gratwein (3716) samt Au, Stallhof und Kierl
- Gschnaidt (311) samt Kornberg, Krienz, Plesch, Sankt Pankrazen, Sankt Pankrazen (Umgebung), Stiwollgraben und Stübinggraben
- Hörgas (934) samt Enzenbach und Hart
- Hundsdorf (515)
- Judendorf (1656)
- Kehr und Plesch (102) samt Hausegg
- Kugelberg (311)
- Rein (824) samt Reinersiedlung Sdlg, Selenz und Tallak
- Rötz (748)
- Straßengel (2807)

Die Gemeindefläche gliedert sich in sechs Katastralgemeinden (Fläche Stand 31. Dezember 2023):
- Eisbach (1.613,26 ha)
- Gratwein (455,43 ha)
- Gschnaidt (2.998,39 ha)
- Hörgas (1.297,45 ha)
- Judendorf-Straßengel (1.061,56 ha)
- Kehr und Plesch (1236 ha)

### Nachbargemeinden
|                                         | Übelbach                                       | Deutschfeistritz Gratkorn |
| Geistthal-Södingberg (Bezirk Voitsberg) | Kompassrose, die auf Nachbargemeinden zeigt    | Graz                      |
| Stiwoll                                 | Sankt Oswald bei Plankenwarth Sankt Bartholomä | Thal                      |

### Erhebungen
Auf Gemeindeboden befinden sich einige zum Grazer Bergland gehörige Gipfel, darunter die „vier Tausender“, die zusammen eine beliebte Wanderung im Bereich des Stifts Rein bilden.
- Schererkogel (1208 m)
- Kollerkogel (1184 m)
- Heiggerkogel (1098 m)
- Pleschkogel (1061 m)
- Mühlbacher Kogel (1050 m)
- Walzkogel (1026 m)
- Hochstein (925 m)
- Generalkogel (713 m)
- Gsollerkogel (667 m)
- Kugelberg (564 m)

## Geschichte

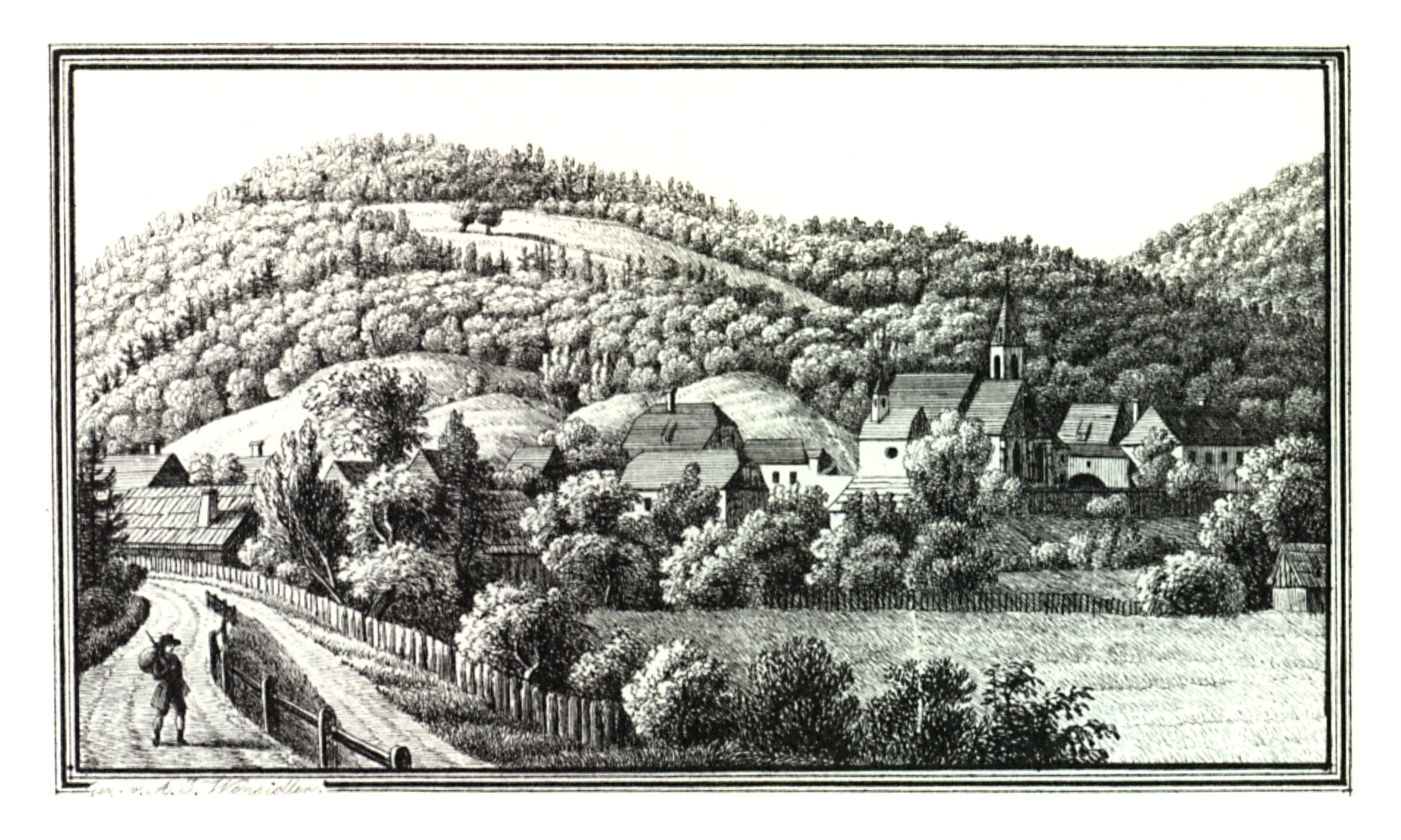
Gratwein um 1830, Lith. Anstalt J.F. Kaiser, Graz

Die Ortsgemeinden als autonome Körperschaften entstanden nach Aufhebung der Grundherrschaften im Jahr 1850.

### Judendorf-Straßengel

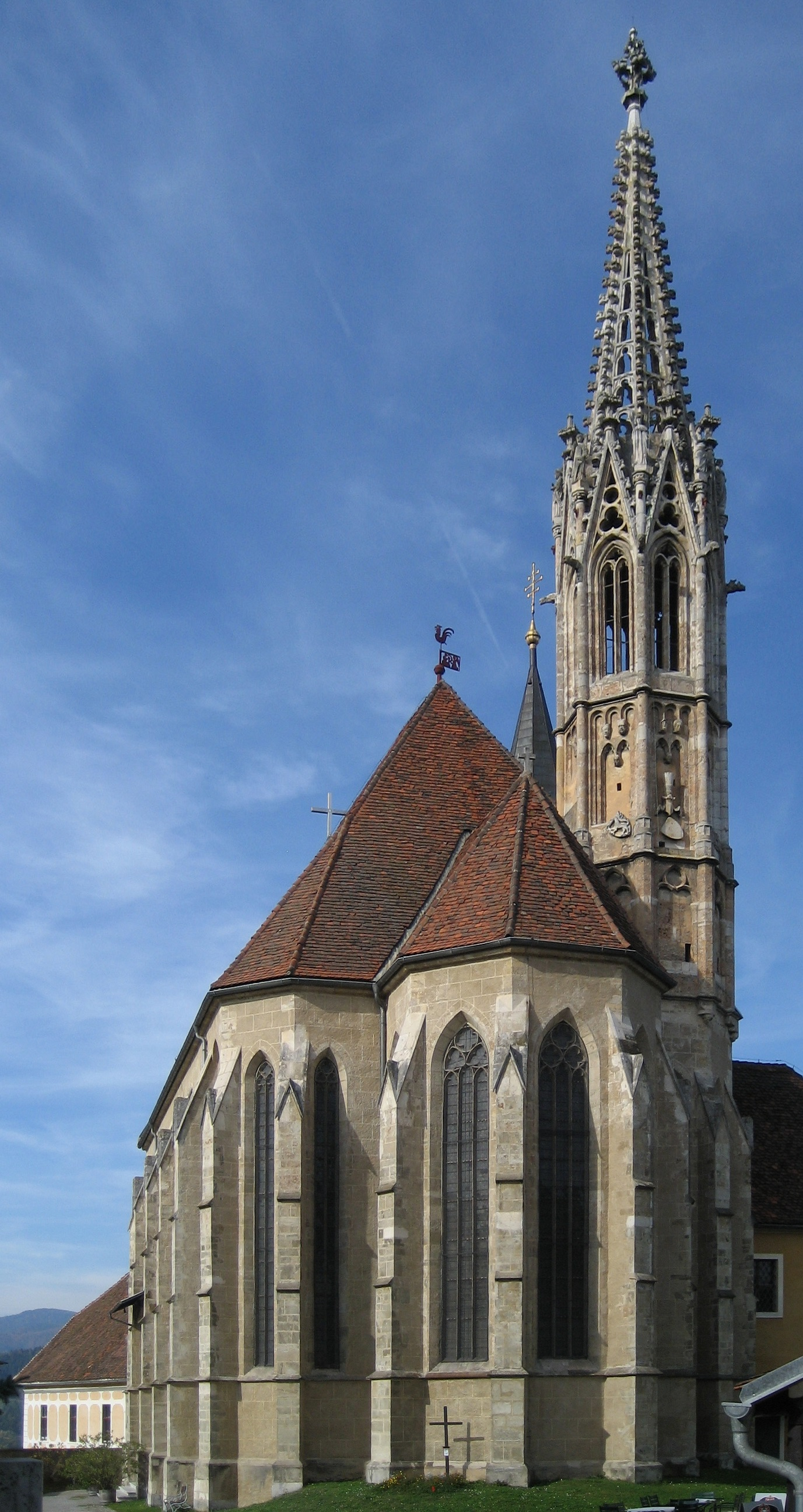
Wallfahrtskirche Maria Straßengel

Um 860 wird in einer der ältesten Urkunden Österreichs der Kirchberg von Straßengel als „ad Strazinolun“ genannt. Vermutlich leitet sich der Name vom slawischen „straža“ ab, was sich auf einen hier günstig gelegenen Wachturm beziehen könnte.
Am 11. Juni 1147 widmete Markgraf Otakar III. dem Kloster Rein unter anderem die Dörfer Rötz, Straßengel und Judendorf. Diese Gebiete wurden von Reiner Mönchen bewirtschaftet.
Siedlungen mit der Bezeichnung Judendorf liegen meist an alten Handelsrouten, die die Alpen überqueren. In ihrer Nähe kam es in späterer Zeit meist zu Stadt- und Marktgründungen. Man nimmt an, dass es sich bei diesen Judendörfern um Niederlassungen jüdischer Kaufleute handelt, die im frühen Mittelalter intensiv am Warenhandel beteiligt waren.
Nach Aufhebung der Grundherrschaften zählten Judendorf, Straßengel, Rötz, Hundsdorf und Kugelberg zur 1849 konstituierten Marktgemeinde Gratwein.
Mit der Eröffnung des Streckenabschnittes Mürzzuschlag – Graz der k.k. privilegierten Südbahn am 21. Oktober 1844 fand auch das Gratwein-Gratkorner Becken Anschluss an die „industrielle Revolution“. In der Folge siedelten sich in Judendorf Wirtschaftsbetriebe an, darunter eine Zementfabrik.
Ihren wirtschaftlichen Aufschwung hatten die Judendorfer und Straßengler jedoch dem Umstand zu verdanken, dass sich bereits um 1850 die Grazer Oberschicht dieser Gegend bemächtigt hatte. Besonders die auf Grund ihrer wirtschaftlichen Aktivitäten zu sagenhaftem Reichtum gelangte Dynastie Materleitner in Judendorf verfolgte daraufhin separatistische Bestrebungen, die durch Ansiedlung eines Hotels (1889), einer Kaltwasserheilanstalt (1894), bzw. des „Steirischen Park-Sanatoriums Dr. Feiler“ (1901) gestärkt wurden. Judendorf-Straßengel, zum damaligen Zeitpunkt einer der bekanntesten Kurorte der Monarchie, erlangt schließlich die Trennung von Gratwein, und konstituierte sich 1909 als selbständige Ortsgemeinde.
Der Aufschwung fand mit dem Zusammenbruch der Monarchie und mit dem damit verbundenen Verlust des wirtschaftlichen Hinterlandes ein jähes Ende. Fast wäre die Gemeinde wieder in die Bedeutungslosigkeit versunken, wenn nicht die Krankenkasse der Österr. Bundesbahnen das ehemalige Parksanatorium Feiler erworben hätte.
Nach dem Zweiten Weltkrieg entwickelte sich Judendorf-Straßengel immer mehr zu einer Wohngemeinde, im Jahre 1981 pendelten 86 % der Beschäftigten aus der damaligen Gemeinde aus. Nachdem die Versicherungsanstalt der Österr. Eisenbahnen im Jahre 1989 einen Teil ihrer Sonderkrankenanstalt stillgelegt hatte, kam 1999 das endgültige Aus. Durch intensive Bemühungen gelang es auch hier die Tradition Judendorf-Straßengels als Kurort bzw. als Ort der Ruhe und Erholung fortzusetzen. So entstand im zuerst geschlossenen Teil der Sonderkrankenanstalt die „Parkresidenz“, ein Seniorenwohnheim, und auf dem Areal des zuletzt stillgelegten Teils wurde ein modernes Rehabilitationszentrum mit den Schwerpunkten Neurologie, Orthopädie, Onkologie und Kinder-Rehabilitation errichtet.
2009 wurde der Hauptplatz rund um das damalige Gemeindezentrum komplett neu gestaltet und anlässlich des 100-Jahr-Jubiläums feierlich eröffnet.

### Eisbach
Nördlich des Ortes Rein befand sich in der Jungsteinzeit (Neolithikum), in der Lasinja-Kultur, eine Abbaustelle für Silex (Kieselgestein wie Hornstein, Quarz usw.). Aus ihr wurden Werkzeuge (Faustkeile, Klingen, Schaber usw.) gewonnen. Werkstücke aus dieser Abbaustelle waren bis in eine Entfernung von 150 km verbreitet.
Seit dem 12. Jahrhundert prägt das Stift Rein die Entwicklung der Gemeinde. Bei Eisbach und in seiner Umgebung befanden sich mehrere Bergbaubetriebe, so auf Quecksilber und Braunkohle.

### Bevölkerungsentwicklung
| Gratwein-Straßengel: Einwohnerzahlen von 1869 bis 2024 | Gratwein-Straßengel: Einwohnerzahlen von 1869 bis 2024 | Gratwein-Straßengel: Einwohnerzahlen von 1869 bis 2024 | Gratwein-Straßengel: Einwohnerzahlen von 1869 bis 2024 | Gratwein-Straßengel: Einwohnerzahlen von 1869 bis 2024 |
| ------------------------------------------------------ | ------------------------------------------------------ | ------------------------------------------------------ | ------------------------------------------------------ | ------------------------------------------------------ |
| Jahr                                                   |                                                        |                                                        |                                                        | Einwohner                                              |
| 1869                                                   | 1869                                                   |                                                        | 3.806                                                  | 3.806                                                  |
| 1880                                                   | 1880                                                   |                                                        | 3.879                                                  | 3.879                                                  |
| 1890                                                   | 1890                                                   |                                                        | 4.462                                                  | 4.462                                                  |
| 1900                                                   | 1900                                                   |                                                        | 4.633                                                  | 4.633                                                  |
| 1910                                                   | 1910                                                   |                                                        | 5.236                                                  | 5.236                                                  |
| 1923                                                   | 1923                                                   |                                                        | 5.940                                                  | 5.940                                                  |
| 1934                                                   | 1934                                                   |                                                        | 5.874                                                  | 5.874                                                  |
| 1939                                                   | 1939                                                   |                                                        | 6.121                                                  | 6.121                                                  |
| 1951                                                   | 1951                                                   |                                                        | 7.232                                                  | 7.232                                                  |
| 1961                                                   | 1961                                                   |                                                        | 7.882                                                  | 7.882                                                  |
| 1971                                                   | 1971                                                   |                                                        | 8.919                                                  | 8.919                                                  |
| 1981                                                   | 1981                                                   |                                                        | 9.794                                                  | 9.794                                                  |
| 1991                                                   | 1991                                                   |                                                        | 10.761                                                 | 10.761                                                 |
| 2001                                                   | 2001                                                   |                                                        | 11.808                                                 | 11.808                                                 |
| 2011                                                   | 2011                                                   |                                                        | 12.702                                                 | 12.702                                                 |
| 2021                                                   | 2021                                                   |                                                        | 12.762                                                 | 12.762                                                 |
| 2024                                                   | 2024                                                   |                                                        | 12.879                                                 | 12.879                                                 |
| Quelle(n): Statistik Austria, Gebietsstand 1.1.2021    |                                                        |                                                        |                                                        |                                                        |

## Kultur und Sehenswürdigkeiten
- Pfarrkirche St. Rupert

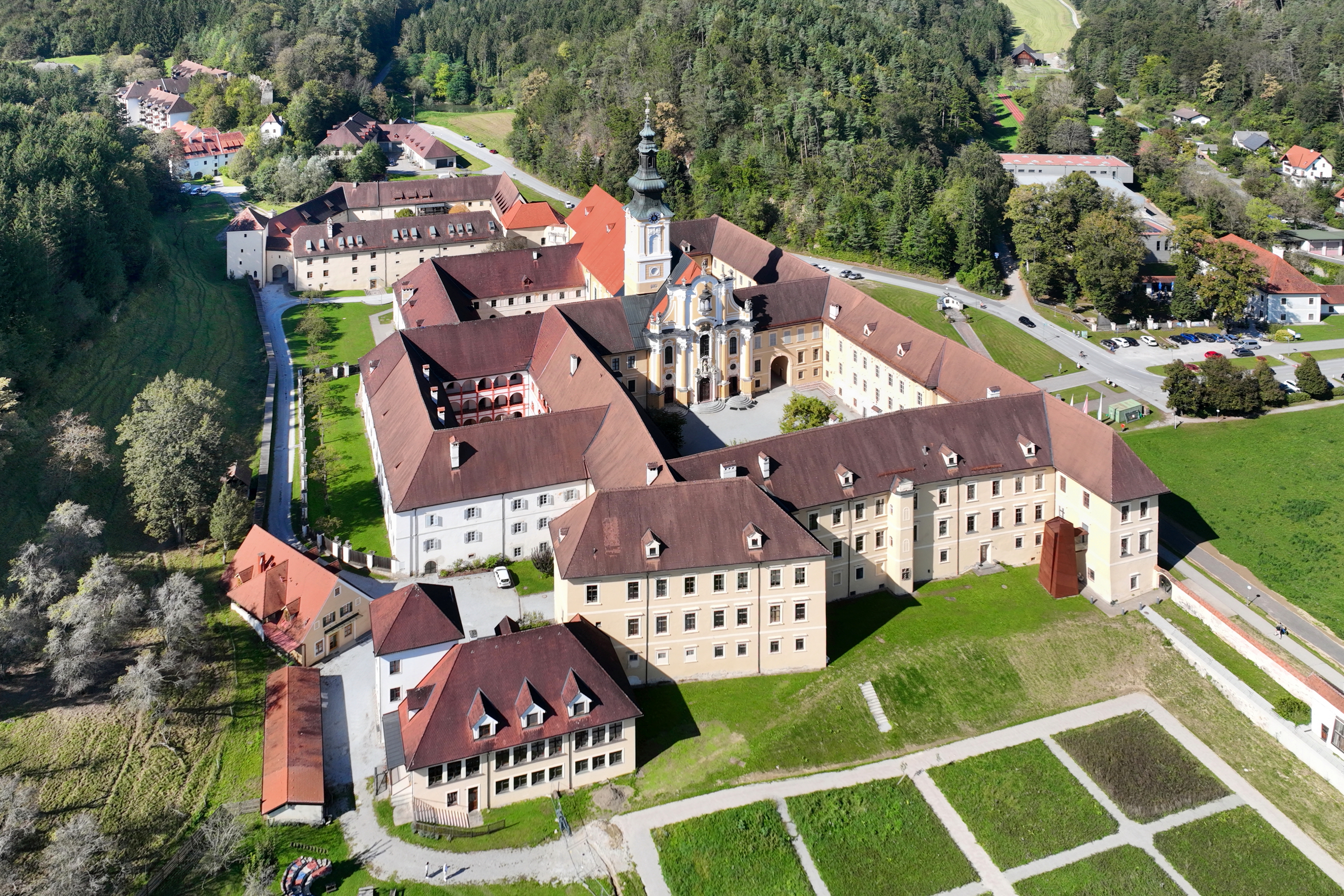
Stift Rein

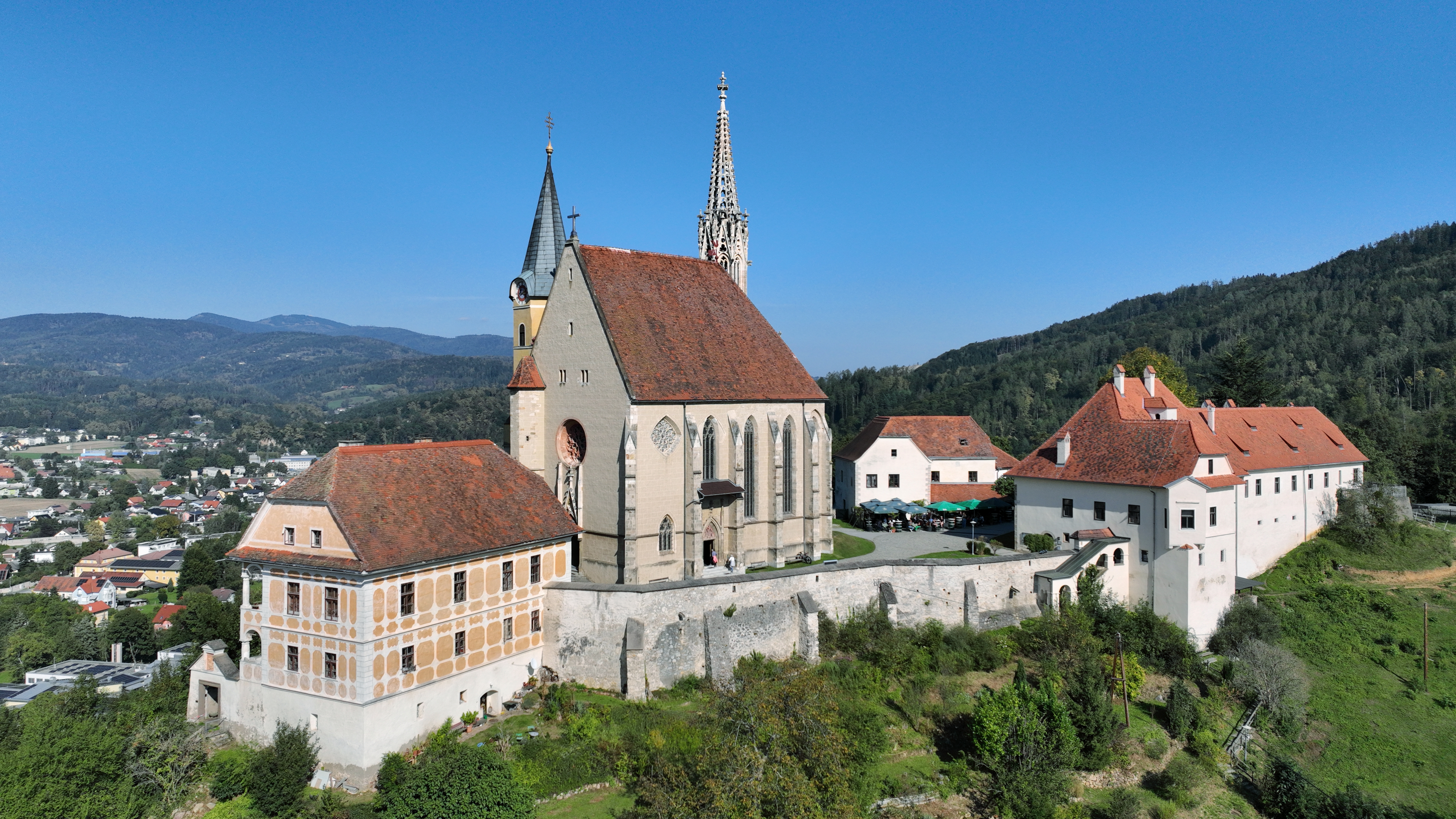
Wallfahrtskirche Maria Straßengel mit Bauensemble (Prälatenhaus und ehemaliges Propsteigebäude)

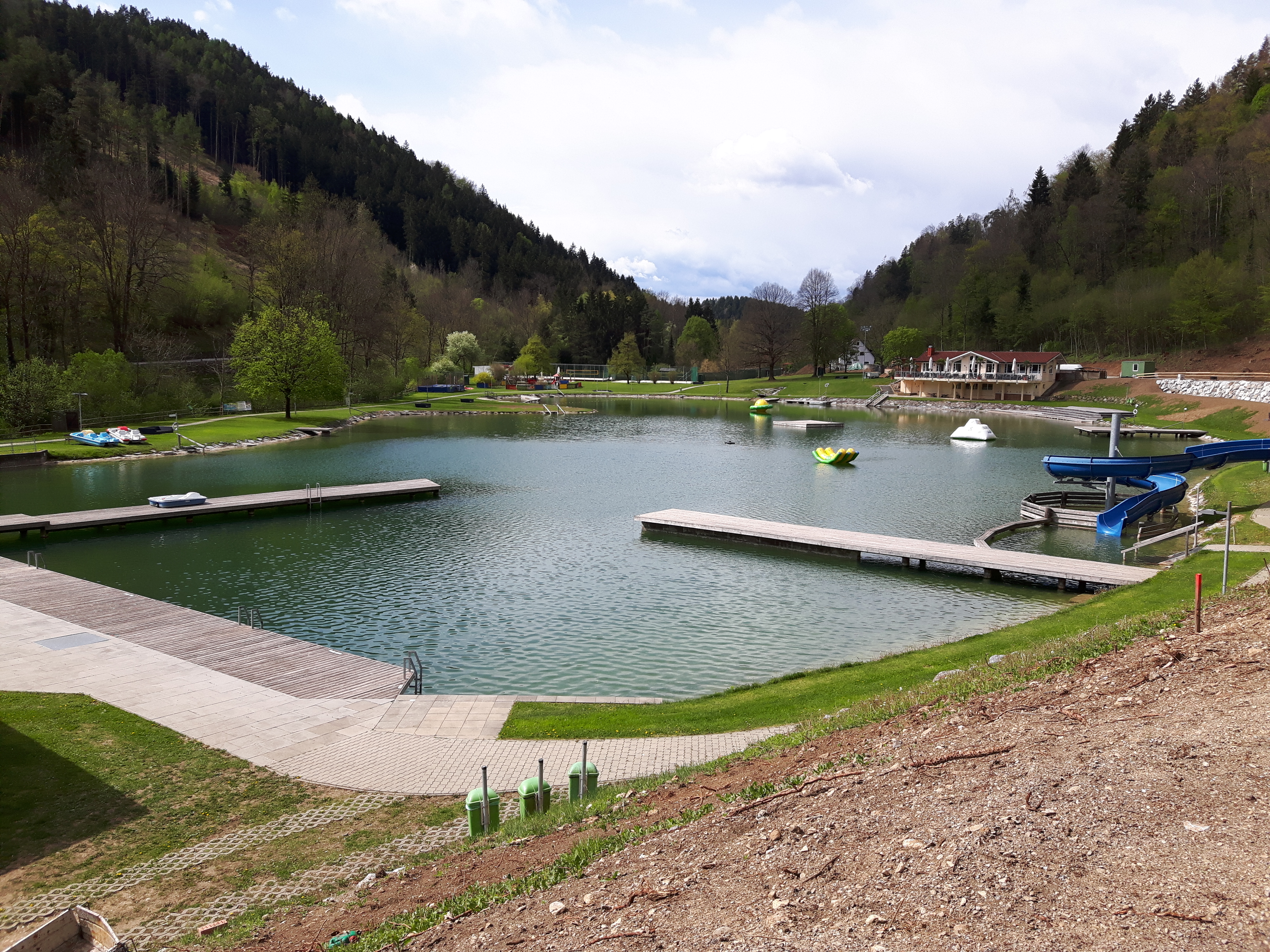
Badeteich Weihermühle

- Die Wallfahrtskirche Maria Straßengel wurde Mitte des 14. Jahrhunderts erbaut und ist einer der bedeutendsten Sakralbauten der Hochgotik in Österreich. Besonders bemerkenswert ist die filigrane Turmkonstruktion, die an jene des Freiburger Münsters erinnert.
- Der ehemalige Zementofen von Judendorf-Straßengel ist ein Industriedenkmal.
- Stift Rein, heute das älteste bestehende Zisterzienserkloster der Welt sowie eine Grabstätte der Habsburger und Traungauer, im Ort Rein
- Kleines Bauernmuseum Eisbach-Rein[11]
- Nostalgie-Rüsthaus Eisbach[12]

## Wirtschaft und Infrastruktur

### Verkehr
Durch die Nähe zu Graz ist die Gemeinde verkehrstechnisch sehr gut angeschlossen, sie liegt nicht direkt an einer der Hauptverkehrsstraßen, sondern an der Landesstraße von Gratkorn nach Eisbach. Über diese Verbindung ist die Grazer Straße B 67 zu erreichen. Die nächstgelegenen Anschlussstellen der Pyhrn Autobahn A 9 sind Deutschfeistritz (exit 165) in etwa acht Kilometern Entfernung in Fahrtrichtung Norden und Gratkorn (exit 173) in rund sechs Kilometern Entfernung in Fahrtrichtung Süden.
Im Gemeindegebiet liegen der Bahnhof Gratwein-Gratkorn und die Haltestelle Judendorf-Straßengel der Österreichischen Südbahn, welche in der Früh mehrmals stündlich und danach mit halbstündlichen bis stündlichen S-Bahn-Verbindungen (S1) nach Graz und Bruck an der Mur verkehrt. Weiters gibt es Busverbindungen durch das Unternehmen Watzke.
Der Flughafen Graz ist etwa 28 km entfernt.
Seit Juni 2016 gibt es mit „rufmi“ und „buchmi“ ein Projekt für neue Mobilität. So wird an zwei Standorten Elektroauto-Carsharing sowie an über 100 Verknüpfungspunkten ein Sammelbus für Einzelfahrten zu je zwei Euro angeboten.

### Sport und Freizeit
- EC Ruffnecks Gratwein (Eishockey), der 2003 gegründete Verein spielt in der steirischen Landesliga
- SV Gratwein-Straßengel (Fußball)
- RC Judendorf (Rennrad), veranstaltet regelmäßig den internationalen Raiffeisen Grand Prix
- Bad Weihermühle
- TC Judendorf-Straßengel (Tennis)

## Politik

### Gemeinderat
Der Gemeinderat hat 31 Mitglieder.
- Nach den Gemeinderatswahlen in der Steiermark 2015 hatte der Gemeinderat folgende Verteilung: 16 SPÖ, 8 FPÖ, 3 ÖVP, 3 GRÜNE und 1 Unser Gratwein-Straßengel.[15]
- Nach den Gemeinderatswahlen in der Steiermark 2020 hat der Gemeinderat folgende Verteilung: 15 SPÖ, 6 ÖVP, 4 FPÖ, 4 GRÜNE und 2 Unser Gratwein-Straßengel.[16]

### Bürgermeister
- 2015–2023 Harald Mulle (SPÖ)
- ab 2023 Doris Dirnberger (SPÖ)

### Partnerschaftsgemeinden
Partnergemeinden sind
- der ehemaligen Gemeinde Eisbach
  -  Ebrach (Bayern), seit 1979
- der ehemaligen Gemeinde Judendorf-Straßengel
  -  Komárom (Ungarn)

### Wappen

Wappen der Vorgängergemeinden
Gratwein
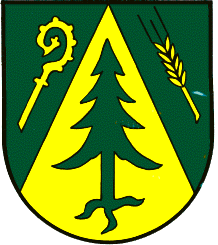
Eisbach
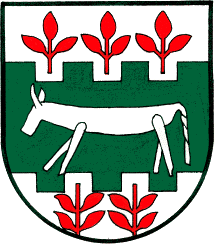
Gschnaidt
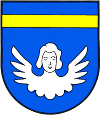
Judendorf-Straßengel

Alle vier Vorgängergemeinden hatten ein Gemeindewappen. Wegen der Gemeindezusammenlegung verloren diese mit 1. Jänner 2015 ihre offizielle Gültigkeit. Die Neuverleihung des Gemeindewappens für die Fusionsgemeinde erfolgte mit Wirkung vom 15. Oktober 2016.

Blasonierung (Wappenbeschreibung):
„Im durch ein anstoßendes silbernes Fadenschrägkreuz von Blau und Grün schräggevierten Schild oben ein goldener Cherubskopf, rechts silbern eine einfach beblätterte Weintraube, links silbern ein fünffach beblätterter Buchenzweig, unten golden die Krümme eines Abtsstabes.“
Der Krummstab deutet auf das alte, bedeutende Zisterzienserkloster Rein hin.

## Persönlichkeiten der Gemeinde
- Anton Wolfradt (1582–1639), Hofkammerpräsident, Zisterzienser, Abt von Kremsmünster und katholischer Bischof der Diözese Wien, war von 1609 bis 1612 Pfarrer von Gratwein
- Karl Königshofer (1787–1861), Brauerei- und Realitätenbesitzer sowie Abgeordneter des Reichstages
- Gottfried Prabitz (1926–2015), österreichischer Bildhauer
- Margaretha Obenaus (1931–2020), Landtags- und Bundesratsabgeordnete
- Ingrid Redlich-Pfund (* 1947), deutsche Malerin und Grafikerin
- Othmar Krenn (1952–1998), österreichischer Künstler, Erschaffer des „Kunstzuges“, geboren in Gratwein
- Gundis Zámbó (* 1966), deutsche Schauspielerin und Fernsehmoderatorin, geboren in Gratwein
- Sigrid Spörk (* 1981), österreichische Schauspielerin und Sängerin, aufgewachsen in Judendorf-Straßengel
- Clemens Maria Schreiner (* 1989), österreichischer Kabarettist, lebt in Gratwein
- Christian Scherübl (* 1994), österreichischer Schwimmer, Junioren-Europameister, geboren in Gratwein